# Johann Christoph Neupert
Johann Christof Neupert, född den 8 december 1842 i Münchberg, Oberfranken, död den 7 september 1921 i Bamberg, var en tysk pianobyggare och grundare av Hof-Pianofortefabrik J. C. Neupert.

## Biografi
Efter att ha gått handelsskola i Wunsiedel började Neupert som lärling vid  Oldenburgs pianofabrik. Efter att ha arbetat som pianobyggare hemma och utomlands, bland annat på Johann Baptist Streicher i Wien, grundade han 1868 i Münchberg en egen pianofabrik. År 1874 flyttade han den snabbt växande verksamheten efter Bamberg. År 1900 inrättade han ett försäljningskontor i Nürnberg och senare även filialer i Bayreuth och München. År 1918 lämnade han över fabriken till sina tre söner.
I fabriken tillverkas även också gamla instrumenttyper som cembalo och klavikord. Hanns Neupert har vidareutvecklat denna gren.
Pianister, som spelat på konsertflyglar från JC Neupert, är Max Reger, Elly Ney, Walter Braunfels, Edwin Fischer, Wilhelm Backhaus och Michael Raucheisen. Neupert var en passionerad samlare av historiska klaverinstrument. Den till hans efterlevande överlämnade samlingen är en av världens främsta i sitt slag och finns sedan 1968 i Nationalmuseet i Nürnberg.
Neupert var medlem av Hofer frimurarloge Zum Morgenstern.